# Paya Bagas
Paya Bagas is een bestuurslaag in het regentschap Serdang Bedagai van de provincie Noord-Sumatra, Indonesië. Paya Bagas telt 4584 inwoners (volkstelling 2010).